# Bettingen
Bettingen és un municipi del cantó de Basilea-Ciutat (Suïssa).